# Иново-Малое
Иново-Малое (бел. Інава Малое) — деревня в Браславском районе Витебской области Беларуси. Входит в состав Тетерковского сельсовета.

## География
Деревня находится в западной части Витебской области, на северо-западном берегу озера Иново, на расстоянии приблизительно 10 километров (по прямой) к юго-востоку от города Браслав, административного центра района. Площадь населённого пункта — 0,0113 км².

## История
По состоянию на 1905 год, в деревне Иново 1-е проживало 24 человека (15 мужчин и 9 женщин). В административном отношении входила в состав Иодской волости Дисненского уезда Виленской губернии.
В 1921 году входила в состав гмины Йоды Дисенского повета Виленского воеводства Второй Польской республики. Числилось 24 жителя (13 мужчин и 11 женщин), проживавших в 3 домах. В этническом составе населения того периода белорусы составляли 70,8 %, поляки — 29,2 %. В конфессиональном составе населения преобладали католики (70,8 %), также были представлены православные христиане (29,2 %).

## Население
По данным переписи 2019 года, постоянное население в деревне отсутствовало.
| Год  | Население, человек |
| ---- | ------------------ |
| 1905 | 24                 |
| 1921 | → 24               |
| 2009 | ↘ 0                |
| 2019 | → 0                |